# Ballyshannon
Ballyshannon (irisch Béal Átha Seanaidh) ist ein Ort im äußersten Süden des County Donegal im Nordwesten Irlands mit 2246 Einwohnern (Census 2022). Der Name geht auf den altirischen Feuer- und Sonnengott Áed zurück. Vor dem Ort liegen die Assaroe-Wasserfälle.

## Geschichte
Ballyshannon bezeichnet sich selbst als „älteste Stadt Irlands“. Auf der vorgelagerten Insel Inis Saimer soll um das Jahr 2700 v. Chr. der aus Mazedonien stammende Häuptling Parthalon mit seinem Stamm irischen Boden betreten haben (Ballyshannon Town Council). Archäologen konnten Siedlungen aus dem Neolithikum nachweisen. Das gut erhaltene Wedge Tomb von Kilbarron liegt nahe der Straße R231 zwischen Corker und Creevy, nördlich von Ballyshannon.
Die geschriebene Geschichte Ballyshannons beginnt im Mittelalter. Gemäß der „Annals of Ulster“ benutzten Wikinger ab 795 die Mündung des Erne als Ausgangspunkt für Überfälle. Der Reiseschriftsteller Richard Twiss beschreibt 1775 in seinem Buch „A Tour in Ireland“ die Lachswanderung an den Assaroe Wasserfällen.
Die Enniskillen and Bundoran Railway schloss Ballyshannon 1868 an das irische Eisenbahnnetz an. Nach dem anglo-irischen Friedensvertrag und der Teilung des Landes 1922 wurde die Grenze zwischen den Counties Donegal und Fermanagh zu einer Staatsgrenze. Die Bahnverbindung zwischen Ballyshannon und dem Rest des Freistaats (später der Republik Irland) führte durch Fermanagh. Die Regierung von Nordirland behinderte den Schienenverkehr in zunehmendem Maße bis hin zur endgültigen Schließung im Jahr 1957.
In den 1950er Jahren wurde ein Wasserkraftwerk errichtet. Inzwischen wurde eine neue Brücke über den Erne eingeweiht. Eine Umgehungsstraße entlastet die Innenstadt.

## Festivals
- Das Rory Gallagher International Memorial Weekend am ersten Juniwochenende findet seit 2002 jährlich statt. Es ist mittlerweile das größte Festival dieser Art weltweit und zieht jedes Jahr über 10.000 Fans aus aller Welt an. Neben großen Konzerten im Festzelt gibt es kostenlose Open-Air-Gigs am Rory Gallagher Place und am Hauptplatz „The Gables“ sowie kostenlose Gigs in den zahlreichen Pubs der Stadt.

- Seit 1977 findet jährlich das Ballyshannon Folk & Traditional Music Festival, eines der drei wichtigsten Irish-Folk-Festivals des Landes, statt.

## Söhne und Töchter des Ortes

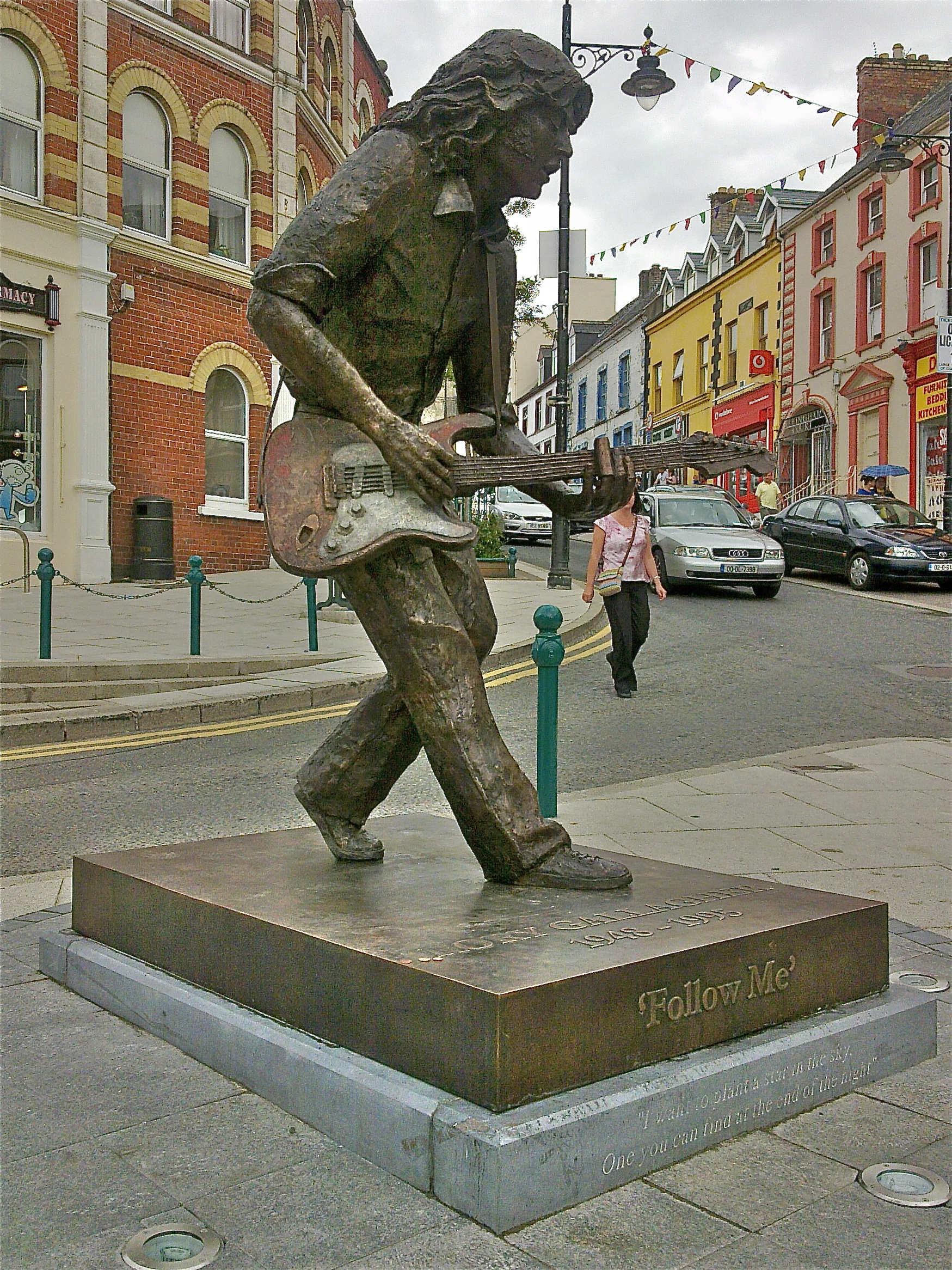
Bronzestatue von Rory Gallagher (2010)

- William Conolly (1662–1729), Politiker
- William Allingham (1824 oder 1828–1889), Dichter
- Rory Gallagher (1948–1995), Gitarrist und Singer-Songwriter
- Charlie McGettigan (* 1950), Sänger